# Feodossi Karpowitsch Wanin
Feodossi Karpowitsch Wanin (russisch Феодосий Карпович Ванин, engl. Transkription Feodosiy Vanin; * 25. Februar 1914 in Baturinskaja, Region Krasnodar; † 2009) war ein sowjetischer Langstreckenläufer.
Bei den Leichtathletik-Europameisterschaften 1946 in Oslo wurde er Fünfter über 10.000 m.
1947 wurde er Zweiter der Sowjetischen Meisterschaften im Marathon, und 1948 holte er diesen Titel in 2:31:55 h, der drittschnellsten Zeit des Jahres.
1950 wurde er erneut Sowjetischer Meister mit der Weltjahresbestzeit von 2:29:10 h und gewann Bronze beim Marathon der EM in Brüssel in 2:33:47 h.
1952 kam er beim Marathon der Olympischen Spiele in Helsinki auf den 27. Platz in 2:38:22 h und wurde bei den Sowjetischen Meisterschaften Fünfter in 2:27:29 h.
Dreimal wurde er Sowjetischer Meister über 5000 m (1943, 1946, 1947), siebenmal über 10.000 m (1940, 1943–1945, 1947–1949) und zweimal im Marathon (1948, 1950).

## Persönliche Bestzeiten
- 5000 m: 14:43,6 min, 25. August 1940, Moskau
- 10.000 m: 30:09,6 min, 23. September 1950, Kiew
- 30.000 m: 1:39:14,6 h, 1. November 1949, Tiflis (ehemaliger Weltrekord)
- Marathon: 2:27:29 h, 25. August 1952, Moskau